# De vilda blommornas dag
De vilda blommornas dag är en samnordisk temadag då det anordnas blomstervandringar i syfte att informera om vilda växter. Temadagen äger rum den tredje söndagen i juni och arrangeras av de nationella botaniska föreningarna.
Första gången temadagen ägde rum i Danmark var 1988. I Sverige anordnades temadagen första gången den 9 juni 2002. Sedan har Svenska Botaniska Föreningen (SBF) stått som huvudarrangör av temadagen i hela Norden.